# Triraphis (plant)
Triraphis is een geslacht uit de grassenfamilie (Poaceae). De soorten van dit geslacht komen voor in Afrika, gematigd Azië, Australazië en Zuid-Amerika.